# Mamati
Mamati (Georgisch: მამათი) is een dorp in het zuidwesten van Georgië met ongeveer 250 inwoners (2014), gelegen in de regio Goeria in het zuiden van de gemeente Lantsjchoeti. Mamati ligt aan de zuidkant van het Goeriagebergte, rond de Atsana-beek, een zijstroom van de Soepsa, de grootste rivier van Goeria. 

## Geschiedenis
Het dorp was tussen de 17e en 19e eeuw een religieus centrum. Het kreeg bekendheid als geboorteplaats van Edoeard Sjevardnadze, de tweede president van Georgië (1995-2003). Sjevardnadze was van 1972 tot 1985 Eerste secretaris van de Georgische Communistische Partij, het hoofd van de Georgische Socialistische Sovjetrepubliek, en daarna tot 1990 Minister van Buitenlandse Zaken van de Sovjet-Unie onder Michail Gorbatsjov. In 2017 opende in Mamati een huismuseum over Sjevardnadze in zijn huis.

## Demografie
Volgens de volkstelling van 2014 had Mamati 254 inwoners. Mamati was volgens deze volkstelling vrijwel mono-etnisch Georgisch (98,8%). De overige inwoner waren Armeens.
| Aantal                                           | 356 | 254 |
| Verantwoording data: Volkstellingen 2002 en 2014 |     |     |

## Bestuurlijke indeling
Het is in deze gemeente het centrum van de gelijknamige administratieve gemeenschap (თემი, temi), dat nog drie nabijgelegen dorpen omvat: Neder-Mamati, Kontsjkati, en Shatiri.

## Bezienswaardigheden
- Huismuseum van Edoeard Sjevardnadze.[2]

## Vervoer
Mamati ligt aan de nationale route Sh47, een verbindingsroute door het Goeriagebergte tussen Lantsjchoeti en regiohoofdstad Ozoergeti. Het dichtstbijzijnde spoorwegstation is in Lantsjchoeti (12 km).

## Geboren
- Edoeard Sjevardnadze (1928-2014), president van Georgië (1995-2003)